# هارگسهایم
هارگسهایم (به آلمانی: Hargesheim) یک شهر در آلمان است که در باد کرویتسناخ واقع شده‌است.